# 村島未悠
村島 未悠（むらしま みゆ、1998年〈平成10年〉8月27日 - ）は、日本のYouTuber、元グラビアアイドル、元女優、元アイドル、元歌手。大阪府出身。ジェイロックを経て、ホリプロデジタルエンターテインメントに所属していた。
ダンスボーカルグループ「CHERRSEE」の元メンバーで、当時の名義はMIYU。

## 略歴

### MIYUとして活動開始、CHERRSEEからの卒業
中学時代からEXPG大阪校にてレッスンを受け、E-girls下部組織Bunniesの2013年度メンバー、Rabbitsの2014年度メンバーを歴任し、E-girlsのシングル「CANDY SMILE」のMVにバックダンサーとして参加した。
2016年5月25日には、ダンスボーカルグループ「CHERRSEE」の最年少メンバーとして、アイドルデビューを果たした。当時はまだ大阪学芸高等学校の特技コースに通学していた17歳の高校3年生であり、18歳となった後の2017年2月27日には男性向け週刊誌『週刊プレイボーイ』同年11号（集英社）にてグラビアアイドルデビューも果たした。
2017年3月30日には、青年漫画雑誌『週刊ヤングジャンプ』同年18号（集英社）の巻末グラビアを初めて飾った。これは、同誌が5号連続でグラビア界の“新星”を発掘する企画「ゲンセキ2017 spring」の一環であり、自身はまだ水着撮影2回目にしてその2番手での登場となった。
2017年5月24日には、CHERRSEEの3枚目のメジャーシングル「Cry again」にてメインボーカルを初めて務めた。同年7月31日には、青年漫画雑誌『週刊ヤングマガジン』（講談社）同年35号の巻末グラビアを初めて飾った。
2017年11月10日には、青年漫画雑誌『ヤングアニマル』（白泉社）主催の読者投票企画「YAグラ姫2018」のファイナリストに選出され、同誌の同年22号の表紙・巻頭・巻末グラビアをファイナリスト6人で飾った。2018年1月26日には同企画のグランプリを獲得したことが同年3号にて発表され、同年2月9日にはDMM.com本社にて開催されたお披露目会へ準グランプリを獲得した池田優花（桃色革命）と共に登壇し、自身は授賞式でダンスも披露して会場を沸かせたほか、同年4号の表紙と巻頭グラビアを単独で飾った。
2018年7月1日には、西武園ゆうえんちプールにて開催されたオーディション「サンスポGoGoクイーンオーディション プール撮影会」に、ゲストモデルを務める人気グラビアアイドル16組のうち1人として登壇した。
2018年12月11日には、写真週刊誌『FLASH』同年12月25日号（光文社）の巻中グラビアを飾った。その撮影現場ではCHERRSEEの新曲「Lady」のダンスを披露したことからも活発と思われたが、実際には引っ込み思案（詳細は#人物を参照）であるとの旨を明かしている。その後、2019年2月12日には同誌の同年2月26日号の表紙と巻頭グラビアを飾ったほか、同年5月21日には同年6月4日号の表紙と巻頭グラビアを飾った。
2019年8月27日には、グアムにて撮影した1st写真集『Birth』（扶桑社）が発売されたほか、書泉グランデにて開催されたその発売記念&バースデーイベントには、登壇した村島へのサプライズとしてCHERRSEEの他メンバーたちも後から登壇した。なお、同写真集のタイトルには、英語で「誕生」との意味の通り「写真集の発売をきっかけに“令和のニューヒロインが誕生した”」とのスタッフの想いが込められており、発売に先駆けて同年7月23日には総合週刊誌『週刊SPA!』同年7月30日号（同社）の表紙を飾ったほか、同写真集からの先行カットが解禁されている。その後、9月1日には同写真集の発売を記念してSpace emo 池袋にて開催されたCHERRSEEのミニライブに登壇し、他メンバーたちに「CHERRSEEのエース」との旨で称賛された。
2019年9月28日には、幕張メッセにて開催されたファッション&音楽イベント「Rakuten GirlsAward 2019 AUTUMN/WINTER」に登壇し、持田優奈とのペアで初めてランウェイを歩いた。
2020年1月10日には、『ヤングアニマル』同年2号の表紙と巻頭グラビアを飾った。同誌へは「YAグラ姫2018」以来の再登場であり、特別付録としてグラビアと同様のポスターが同梱された。同年5月8日には、デジタル写真集『MIYU』（扶桑社）が発売された。同デジタル写真集は雪国旅行（『Birth』で南国旅行した彼女と雪国へ）を撮影テーマとしており、「『Birth』の続編」ともいうべき内容になっている。
2020年12月31日には、CHERRSEEを卒業した。スタッフと話し合いを重ねたうえでの決行だったが、当時はまだコロナ禍にあったため、ファンへの直接の挨拶も準備できないままの卒業となった。

### 村島未悠として活動再開、SNSでも注目されるグラビアアイドルへ
2021年1月2日には、個人活動のためにSNSやYouTubeを開始するが、個人活動の難しさから同年6月29日には自信のあるSNSでの活動をホリプロデジタルエンターテインメントに売り込み、面接を受けて所属すると共に本名の村島未悠に改名した。改名後は公式YouTubeチャンネル「むらみゆ」を開設し、主にSNSを中心として活動を再開する一方、B.LEAGUE「川崎ブレイブサンダース」の2021-22シーズンのアシスタントMC兼サポートクリエイターに就任した。同年7月25日には、テレビドラマ『ボクの殺意が恋をした』Episode4（ytv）にて高校生役を演じ、テレビドラマ初出演を果たした。
2021年10月4日には、『週刊プレイボーイ』同年42号にて同誌では3年ぶりとなるグラビアを飾ったほか、そのアザーカットを収録したデジタル写真集『Begin at the beginning』（集英社）も発売された。同年11月25日には、『週刊ヤングジャンプ』同年52号にて同誌ではMIYU当時以来となる巻末グラビアを飾ったほか、そのアザーカットを収録したデジタル写真集『Restart』（同社）も発売された。12月24日には、テレビ東京による2021年から2022年への年末年始特番のプロモーション番宣動画の製作に、人気TikTokクリエイター12組のうち1人として参加した。また、2022年2月14日には『週刊プレイボーイ』同年9号のバレンタイン特別企画に、人気モデル7人のうち1人として私服で登場してバレンタインの秘話を語ったほか、その理想の告白を実演する企画「好きなあの子の告白をGETしろ!!」の一環として、動画「【#村島未悠 の場合】バレンタインの告白〜週プレ妄想劇場〜」が『週刊プレイボーイ』公式YouTubeチャンネル「週プレChannel」にて公開された。
2022年3月3日には、2021年に『週刊ヤングジャンプ』の公式YouTubeチャンネル「ヤンジャンTV」にてトータル動画再生数が1500万を超えたグラビアアイドル5人で結成されたユニット「ヤンジャン BuzzGirls」の一員として、2022年14号の表紙のほか、巻頭・巻中・巻末のグラビアをそれぞれ飾った。
2022年7月11日には、『週刊プレイボーイ』同年30・31合併号の巻中グラビアを飾ったほか、同年10月24日には同年45号の（グラビアデビューの2017年から5年越しとなる）表紙と巻頭グラビアを初めて飾った。45号の表紙に決定したことは別の撮影で飛行機に乗る直前にマネージャーから聞かされており、グラビアアイドルデビューも改名後初のグラビアも同誌だったことから思い入れが強く、今までの努力が実った感があってとても嬉しかったという。その後、10月29日には同号表紙記念オンラインサイン会が開催された。
2022年12月5日には、集英社のデジタルコンテンツを対象としたグラビア賞レース「グラジャパ！アワード2022」（集英社）にて最優秀新人賞と週プレプラス！賞を受賞し、「グラジャパ！」史上初の2冠（W受賞）となった。
2022年12月7日には、「2022年最も幸せになれる写真集」をコンセプトとして「友達以上恋人未満」をテーマとし、ランジェリーカットやセクシーカットにも挑戦した改名後初の写真集『むらみゆ』（集英社）が発売されたほか、『週刊ヤングジャンプ』2023年2号の表紙と巻頭グラビアを飾ると共に同写真集に入りきらなかった秘蔵カットが特別公開された。同写真集の撮影は、村島にとっては初めて行く場所である長崎市内や五島列島にて2022年9月上旬に行われており、現地での4日間に渡る撮影前に初のファスティングを4日間行ったほか、漁港にて話しかけられた漁師の船で海に出て、今まで見たことのない魚を持たせてもらうなど、ハプニング的な撮影もあったという。なお、同年12月11日には同写真集のオンラインサイン会が開催され、この日だけで1,500冊を超える反響があったという。
2023年1月4日には、「グラジャパ！アワード2022」の受賞者の雪平莉左や志田音々と共に『週刊プレイボーイ』同年3・4合併号の表紙と単独で巻中グラビアを飾ったほか、そのアザーカットを単独で収録したデジタル写真集『Fairlady』（集英社）が発売された。また、2022年にグラビアやSNSにて注目された美女8人で結成されたユニット「ハネルガールズ2023」の一員として、『週刊ヤングジャンプ』2023年6・7合併号の表紙や巻頭・巻中・巻末のグラビアを飾った。

### グラビアだけでなく多彩な仕事へ、オフィシャルファンクラブ開設
2023年4月24日には、青年漫画雑誌『週刊ビッグコミックスピリッツ』同年21・22合併号（小学館）にて初の表紙と巻頭グラビアを飾った。同誌の表紙は以前から見ており、いつかやりたいと思っていたところ、初登場でやらせてもらえたため、とても嬉しかったという。同年6月8日には、『週刊ヤングジャンプ』同年28号の表紙と巻頭グラビアを飾ったほか、そのアザーカットを収録したデジタル写真集『むらみゆ、念願の韓国に行ってきましたっっ！』（集英社）が発売された。同年28号も同デジタル写真集も撮影はCHERRSEE所属当時に何度も訪れていた韓国にて行われており、ずっともう一度訪れたいと願っていたという。
2023年6月15日（14日深夜）には、地域情報番組『えっ!?ボクがプロデューサーですか? (仮)』（岡山放送）に出演し、自身にとっては初のロケ先である岡山市をディレクターの1人として訪れ、蕎麦屋「なん野」を取材した。同年7月3日には、『週刊プレイボーイ』同年29号の表紙と巻頭グラビアを飾ったほか、デジタル写真集『むらみゆ温泉』（集英社）が発売された。リラックスをテーマとした撮影ゆえ、体力を使うことも多いグラビアで温泉に入れた今回は、のんびりできて幸せだったという。8月20日（19日深夜）には、バラエティ番組『ゴッドタン』（テレビ東京）の企画「壁ある芸人矯正プログラム 空気階段編」に出演し、お笑いコンビの空気階段と共に自身は初となるドッキリ風サスペンスコントに参加した。
2023年8月27日には、25歳の誕生日を迎えると同時にオフィシャルサイトおよびファンクラブ「むらみゆ🌸あいらんど」が開設された。同年9月15日には、9月11日に発売された『週刊ビッグコミックスピリッツ』41・42合併号と、9月12日に発売された『FLASH』9月26日・10月3日合併号による2誌合同企画「秋のMIYU祭り」の一環として、オンラインイベントが開催された。両誌とも表紙と巻頭グラビアを飾ったことから、同イベント終了後には感謝と共に両誌を掲げた写真を自身のX（旧：Twitter）にて公開している。
2023年10月17日には、『FLASH』同年10月31日号の巻中グラビアを飾ったほか、デジタル写真集『ずっと、夏のままで』（光文社）が発売された。同年12月には、9月29日に「むらみゆ」の登録者数が10万人を突破したことの記念品として、Googleから銀の盾を贈呈されたことを同チャンネルにて報告した。
2023年11月30日には、『週刊ヤングジャンプ』同年53号の表紙と巻頭グラビアを飾ったほか、そのアザーカットを収録したデジタル写真集『手を伸ばせば…』（集英社）が発売された。いずれも撮影は『むらみゆ』以来となる長崎にて行われており、初めての壱岐島では大自然に囲まれて楽しかったほか、それらの旨をビキニ姿と共に公開した自身のInstagramには、歓喜したファンから美貌を称賛するコメントやイメージDVDを希望するコメントが寄せられた。
2023年12月19日には、『FLASH』2024年1月2日・9日・16日合併号の巻中グラビアを飾ったほか、新しい挑戦をしながら新たな自分を探し続けたことを理由として今年の漢字に「探」を挙げた。
2024年2月8日には、『週刊ヤングジャンプ』同年10号の特別付録の8ページ小冊子を、昨年53号掲載分の（さらなる）アザーカットで飾った。これは同号の表紙と巻頭グラビアが好評だったことを受けてのものであり、「恋人気分の旅行2日目」との旨を謳われている。
2024年2月22日には、青年漫画雑誌『ビッグコミックスペリオール』同年6号（小学館）にて初の表紙と巻頭グラビアを、同誌連載中の漫画『スーパーボールガールズ』（平本アキラ）の単行本第3集発売を記念したコラボレーショングラビアで飾った。同年2月23日には、シアターマーキュリー新宿にて初のファンミーティング「村島未悠 1st FAN MEETING 2024」が開催された。
2024年3月7日には、男性向け健康雑誌『Tarzan』同年875号（マガジンハウス）の特集「いますぐできる花粉症&対策アレルギー対策」に参加し、大豆とシラカバ花粉へのアレルギーを持っていることを公表した。

### 突然の活動休止および不倫発覚、ホリプロデジタルエンターテインメント退所、ライバーへの転身
2024年5月29日には、同年6月5日から9日まで六行会ホールにて出演する予定だった舞台『ジャック・モーメント』のレベッカ役を降板し、当面の間は活動を休止することが発表された。5月に入ってから心身の不調を訴えることが多くなり、医師から一定期間の療養が必要と診断されたという。6月2日（1日深夜）には、活動休止前に収録した『ゴッドタン』の企画「女の子を笑わせろ！」が放送され、とにかく明るい安村や錦鯉ら「おじさん芸人」たちのネタに失笑する様子が公開された。
2024年6月12日には、川崎ブレイブサンダース所属（当時）の妻子ある選手との不倫が報道される。先述の活動休止中における行動だったことからも自身の軽率さを認めてSNSに謝罪文を投稿し、ホリプロデジタルエンターテインメントも村島に厳重注意を行ったことなどを発表した。この事態を受け、同年6月21日には川崎ブレイブサンダースから契約満了が発表された。
2024年7月31日には、ホリプロデジタルエンターテインメントに申し出て同日付で退所した。これにより、同年8月1日には同事務所の公式サイトから村島の紹介ページが抹消され、9月1日には「むらみゆ🌸あいらんど」が抹消された。
2024年10月8日には、約半年ぶりにダンス動画を「むらみゆ」にて公開し、芸能活動とグラビア活動を卒業して今後はYouTubeとTikTokにて活動していくことを発表した。このことは同年11月15日には各メディアの目にも止まり、不倫についての詳細を明かさないまま活動を再開した村島を批判する声が集まった一方、動画を見たファンからはグラビアへの復帰を望む声も寄せられたとの旨が報じられた。

## 人物
- 一人っ子であり、幼少期は「お下がり」や「きょうだい喧嘩」などへの憧れから、姉や兄が欲しいと思っていたという[144]。
- 趣味・特技はけん玉[注 25]、マラソン[3]、バスケットボール観戦[145][注 26]、ダンス[13][55]。好きな色はピンク、白、黒[6]。
  - ダンスについては、授業の際に指されるだけでも赤面するほどの人見知り（引っ込み思案[35][36][145]）だったことを見かねた母により、10歳[55]（小学4年生[13][14]）から習わされた[146]。「イケイケにさせたい」と半ば強引に金髪にさせられたこともあったが、そのおかげで仕事を始められた[146]。グラビアについても、「やったらええやん」と背中を押してくれた[19]ことが志願のきっかけであり、自分とは正反対の陽キャラな母には感謝しているという[146]。なお、祖母は70歳を超えて富士山に挑むほどの登山好きであり、自身も幼少期には祖母に連れられて京都の山へ登っていたという[147]。
  - 昔から陰キャであり、人付き合いが得意ではなく友達が少なかったことも、ダンスを始めるきっかけになった[148]。高校はもとよりCHERRSEEも恋愛禁止ではなかったが、そういった理由からも恋愛経験は少なく、個人活動中に帰省した際の偶然の再会を経て唯一良い感じになった同郷の友人との交際も遠距離ゆえの寂しさが災いし、2か月ぐらいで会わなくなった[148]。自分の中では「交際=結婚」と思っているうえ、ナンパに勤しむ遊び人よりはちょっとオタクっぽい人の方が好みであるため、慎重になってしまうという[148][注 27]。
- 足のサイズは本人曰く「20.5cmくらい」[16]。普段はほとんどスニーカーしか履かない（本人曰く「スニーカーは大きめでもいい」）ため、撮影時に用意してもらった靴も合わないことが多いほか、水着のサイズも着てみないとわからないため、衣装合わせに時間がかかってしまうという[16]。
- 大豆とシラカバ花粉へのアレルギーは幼少時には発症しておらず、手作り豆乳を毎日愛飲していたほか、オーディション中の韓国でも感激してボディメイクのためにも豆乳と豆腐を中心とした食生活を約半年間も続けるほどだったが、帰国後には下痢や嘔吐、発熱を経て全身に痒みを覚えるほどの発症に遭い、駆け込んだ病院にて検査を受けて判明した[119]。約5年後の2024年時点では、味噌や醤油などの発酵品なら口にしても問題はないが、ついアレルギーを忘れて豆腐やその料理に手を伸ばしては周りに止められることが多いという[119]。
- 「むらみゆ」は高校当時のあだ名でもあり[1][80]、本名への改名は「アイドル時代よりももっとファンの皆さんと近くなりたい」との理由による[150]。それゆえ、写真集『むらみゆ』についても「よりファンとの距離を縮めるような温かい1冊になったらいいな」と思っているという[80][150]。一方、「みゆパイ」は『週刊ヤングジャンプ』2017年18号にて、大きく魅力的なバストに対して名づけられたものである[2]。最初は抵抗があってしっくり来なかったが、その後はそれで覚えてもらえるなら嬉しいことと思えるようになったという[30]。
- バックダンサー当時からアーティストに憧れており、CHERRSEEにはそれが高じて（J-POPとK-POPのジャンルを合わせたCHERRSEEのオーディションの広告を見つけて[151]）オーディションを受け、所属した[14][152]。CHERRSEE所属当時はアイドル活動はもとより生活的にも厳しく、焼肉屋にて3年間ほどアルバイトを経験した[51]。一方、「グループが注目されるきっかけになれば」とグラビア活動を始め[30][153]、頑張っていたものの実はそれまでプライベートで競泳水着しか着たことがなく[注 28]、母の水着を借りて宣材写真を撮ったこともあった[156][157]ほか、グラビアの撮影に際しては上の水着を逆さまに着て1時間ぐらい気づかず、撮り直しになったこともある[152]。それゆえにグラビアにはあまり自信がなく、撮影自体は楽しかったが慣れない部分があり、胸が大きいのもコンプレックスだった[59]ことから、ダンスの際にはインターネットにて購入したサラシっぽいスポーツブラを巻いたりしていた[14]。グラビアを休んでいる間には何より「またグラビアに出て欲しい」との声を多くもらい、それに応えようと復帰した後には自分が輝ける場として前向きに捉えられるようになったという[59]。
- 2022年現在では芝居にも意欲を見せてオーディションを受けるようになっており、バラエティ番組『あの界隈を恋愛ドラマにしたら…不覚にもキュンときた』（同年10月22日、中京テレビ）内のショートドラマで主人公を演じたことが、「演技に挑戦したい」から「もっと演技できるようになりたい」に意識が変わるきっかけとなり、学ばせてもらったという[16]。
- モデル・女優の花山瑞貴は、ホリプロデジタルエンターテインメントでの先輩にして中学時代やEXPG時代からの親友である[11][158]。また、元NMB48の木下春奈は高校時代3年間通して同じクラスだった[159]。
- YouTubeについては、「むらみゆ」の開設時点では企画から撮影、編集をすべて自分で担当していた[160][注 29]が、2023年10月時点ではホリプロデジタルエンターテインメントの社員などにも手伝ってもらえており、グラビアのオフショット動画のおかげで登録者数が10万人まで伸びたという[161]。

## 作品

### 写真集
「MIYU」名義
- Birth（2019年8月27日、扶桑社、ISBN 978-4-59-408267-3） ※デジタル版も同時発売。

「村島未悠」名義
- むらみゆ（2022年12月7日、集英社、ISBN 978-4-08-790091-0） ※デジタル版は2023年1月10日発売。

### デジタル写真集
「MIYU」名義
- みゆパイ（2017年6月16日、集英社）
- MIYU 歌って、踊って、私を愛して！（2019年3月29日、光文社）
- MIYU（2020年5月8日、扶桑社）

「村島未悠」名義
- Begin at the beginning（2021年10月4日、集英社）
- Restart（2021年11月25日、集英社）
- ヤンジャンBuzzGirls写真集「We are…YJ BuzzGirls!!!!」（2022年3月4日、集英社） ※KAZUE、辻りりさ、なな茶、藤乃あおいとのオムニバス写真集。
- ひだまり（2022年3月7日、集英社）
- MIRACLE SUMMER VACATION!!!（2022年6月9日、集英社）
- 虹色の女神〜prologue〜（2022年7月18日、集英社）
- 残暑お見舞い申し上げます。（2022年9月8日、集英社）
- short trip（2022年10月7日、講談社）
- Perfect Beautiful Body（2022年10月24日、集英社）
- Fairlady（2023年1月4日、集英社）
- いい女スイッチ（2023年1月31日、光文社）
- Signs of summer（2023年4月24日、小学館）
- 潮風に誘われて（2023年5月23日、光文社）
- むらみゆ、念願の韓国に行ってきましたっっ！（2023年6月8日、集英社）
- With You（2023年6月23日、主婦の友社）
- むらみゆ温泉（2023年7月3日、集英社）
- たとえ明日が来なくても。（2023年7月30日、KADOKAWA）
- non title（2023年8月9日、文藝春秋）
- Nip of fall（2023年9月11日、小学館）
- Three Miles to The Heaven（2023年9月30日、KADOKAWA）
- ずっと、夏のままで（2023年10月17日、光文社）
- WPB 村島未悠デジタル写真集〜特装合本版〜（2023年11月15日、集英社）
- 手を伸ばせば…（2023年11月30日、集英社）
- Comfy Climate（2024年4月22日、小学館）
- 村島未悠×スーパーボールガールズ SBGs（2024年4月26日、小学館）

## 出演
すべて「村島未悠」名義。

### テレビドラマ
- ボクの殺意が恋をした Episode4（2021年7月25日、ytv） - 高校生 役[57][58]
- 暴太郎戦隊ドンブラザーズ ドン1話（2022年3月6日、テレビ朝日） - 広告塔の美女 役[178]
- 少年のアビス 第1話（2022年9月2日、毎日放送） - 桜美優 役[注 31][179]
- 牙狼〈GARO〉 ハガネを継ぐ者 第6話・第7話（2024年2月15日・22日、TOKYO MX） - マリー 役[180][181]

### バラエティ
- デートなう case07（2021年11月17日〈16日深夜〉、テレビ大阪）[182]
- あの界隈を恋愛ドラマにしたら…不覚にもキュンときた 第12回（2022年10月22日、中京テレビ） - 番組内ショートドラマ『ふかキュンドラマ 〜謎のお色気インスタ美女の恋〜 ♯バズ恋 映えたい私の映えない恋』 - ヤチエ 役[68]
- ゴッドタン（2023年8月20日〈19日深夜〉、2024年6月2日〈1日深夜〉、テレビ東京）[97][98][125][126]
- きつねのメタゲーNIGHT! 〜BS12メタバース情報局〜（2024年4月7日、BS12トゥエルビ）[183]

### ニュース
- ABEMAヒルズ（2022年1月19日、ABEMA NEWS） - ゲストコメンテーター[184]

### SNSドラマ
- それでもやっぱり好きだから（2023年6月19日・21日・23日・25日、Nom de plume） - アヤカ 役[185]

### 舞台
- 013（ゼロイチサン）（2023年7月21日 - 30日、中目黒キンケロ・シアター） - TeamDREAMのティア 役[186][注 32]
- ジャック・モーメント（2024年6月5日 - 9日予定、六行会ホール） - レベッカ 役[120][121] ※5月29日に降板[123]。

### イベント
- YAMANASHI SDGs FORUM 2024（2024年3月10日、山梨県庁前庭、舞鶴城公園、南広場）[187][188]

### その他
- 川崎ブレイブサンダース - アシスタントMC兼サポートクリエイター（2021-22シーズン - 2023-24シーズン）[14][53][55][56][131][132]

## 評価
アイドルデビューに先駆け、CHEERSEEの練習生として日本と韓国にて約2年間ものトレーニングを積んでおり、プロデューサーのカン・ドンチョルには「個性がハッキリしていて、初めて会った時、才能が見えました」と評されている。
グラビアアイドルデビューを果たした『週刊プレイボーイ』2017年11号には、「グラビアとダンスの二刀流で逸材すぎるスーパールーキー」とのキャッチフレーズをつけられ、ポテンシャルの高さを絶賛されている。また、同誌でのグラビアはCHEERSEEの他メンバーたちにも、「年下なのにこんなに魅力を出せるなんて誇りでしかない」とのベタ褒めを受けている。
『FLASH』2019年2月26日号の表紙と巻頭グラビアを飾った際には、oricon MEによるニュースサイト「ORICON NEWS」に「平成最後のグラビア新星」とのキャッチフレーズをつけられており、同サイトによる2021年以降（グラビア活動を再開して以降）の報道の際にも『週刊プレイボーイ』によるキャッチフレーズの後半を挙げた「逸材すぎるスーパールーキー」と並べて用いられている。また、『週刊SPA!』2019年4月9日号のグラビアを飾った際には、元キックボクサーの佐藤嘉洋に「潜在能力に目を見張るものがあり、グラビア界の競争に打ち勝っていくポテンシャルを感じるうえ、下品さとかがまるでない」との旨で称賛されているほか、感服したポイントとして「なんといってもバストは窒息してみたくなる逸品であるが、けしからん過ぎることはなく中庸の精神も感じさせるほか、筋肉がつきすぎることもない美しいプロポーションを維持して踊れるのは、大変な才能である」との旨を述べられている。さらに、2019年5月25日には同誌の編集長である犬飼孝司に「『Birth』の制作に際して初めて会った時、天真爛漫な色気というものが存在することに驚いた」との旨を述べられている。
週刊誌『週刊アサヒ芸能』2023年2月9日号（徳間書店）にて対談したテリー伊藤には、「普段は笑っていて柔らかいのに、踊ると急に雰囲気が変わってかっこいい」との旨で称賛されているほか、ストリートダンスでの話題も期待されている。
元東京スポーツ新聞社のライターの徳重龍徳には、『むらみゆ』での笑顔を「ガミースマイルで見せる歯茎が魅力」「この歯茎が彼女をアイドルたらしめている」などと評されているほか、肢体を「伝説を超えて幻想級（ファンタズマ）」「リアル2・5次元」などと評されている。
お笑いコンビのおぎやはぎには、『ゴッドタン』にて共演した際の様子に「可愛くて良い子」と好印象を持たれていたことからも、村島の不倫報道が発表された際には驚かれて「（男性を）見る目がない」「（不倫は良くないけど）不倫したからって悪い子とは限らない」などと評されている。また、藤森慎吾（オリエンタルラジオ）は発表の翌朝に妻から携帯電話で村島の水着姿の写真を踏み絵のように見せられ、「我慢できる？」との問いに「大丈夫だよ」と答えたものの、村島の凄い身体に一瞬だけ心が揺らいだことは、見せられた際に生じた変な間から妻に察知されたという。